# Palatul Corner della Ca' Granda

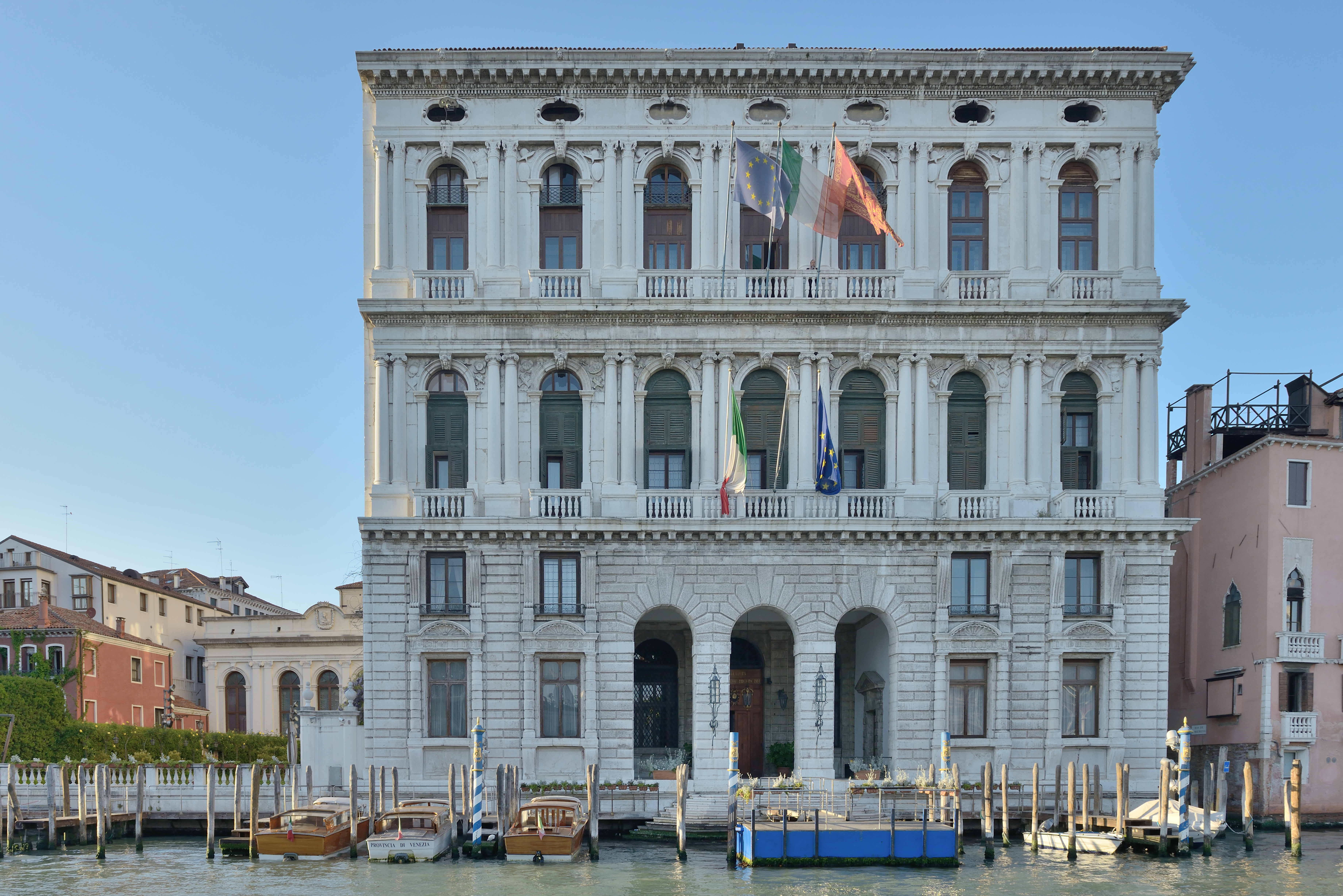
Palatul Corner.

Palatul Corner della Ca' Granda, numit și Ca' Corner della Ca' Granda sau simplu Palatul Corner sau Palatul Cornaro, este o clădire renascentistă cu vedere la Canal Grande, în sestiere San Marco din Veneția (nordul Italiei). El se află între Palatul Minotto și Casina delle Rose. În prezent, îndeplinește funcția de sediu al provinciei Veneția și al prefectului orașului.

## Istoric
Palatul a fost proiectat de Jacopo Sansovino, după un incendiu care a distrus în 1532 reședința anterioară a familiei Corner, Palatul Malombra, a cărei prezență este atestată de planul lui Jacopo de' Barbari din secolul al XVI-lea. Relatarea acestui incendiu a fost realizată de Marin Sanudo. Proiectarea palatului Corner a fost unul dintre primele angajamente primite de arhitectul venețian Sansovino.
În 1817, după un alt incendiu, Andrea Corner a vândut palatul Imperiului Austriac, care a instalat aici Delegația provincială și, mai târziu, Locotenența Imperială (instituție similară Prefecturii). Odată ce regiunea Veneto a fost anexată la Italia în 1866, palatul a fost ales ca sediu atât al provinciei Veneția, cât și al prefectului său.

## Descriere
Palatul este situat nu departe de Piața San Marco și este o clădire monumentală subliniată de apelativul Ca'Granda, spărgând unitatea clădirilor învecinate și exemplificând geniul inovator al proiectantului Jacopo Sansovino.
El are o fațadă împărțită în două ordine arhitecturale orizontale. Partea de jos are o decorație rustică, în timp ce etajele superioare dispun de o serie de arcade mari. În centru, la nivelul Canal Grande, este un portic cu trei arcade, străjuit de două perechi de ferestre pătrate.